# Dolichopus porphyrops
Dolichopus porphyrops är en tvåvingeart som beskrevs av Van Duzee 1921. Dolichopus porphyrops ingår i släktet Dolichopus och familjen styltflugor. Inga underarter finns listade i Catalogue of Life.